# Ligue canadienne de football junior
La Ligue canadienne de Football junior (en anglais : Canadian Junior Football League), fondée le 8 mai 1974, est la ligue nationale du football canadien pour les jeunes.
La LCFJ regroupait quatre conférences régionales: la Colombie-Britannique, les Prairies, l'Ontario et le Québec. Mais en 1988, la Conférence du Québec a quitté la LFJC et elle est devenue la Ligue de Football junior du Québec. La Conférence de l'Ontario regroupe actuellement deux divisions: la Division Varsity (pour les joueurs âgés de 11 à 19 ans) et la Division Junior (pour les joueurs âgés de 17 à 24 ans). Même si la Division Junior fait une part de la LCFJ, la Division Varsity est exploitée seulement par la Conférence de l'Ontario.

## Équipes

### Conférence de la Colombie-Britannique
| Équipe                        | Lieu           | Stade domicile   |
| ----------------------------- | -------------- | ---------------- |
| Huskers de Chilliwack         | Chilliwack, CB | Stade Exhibition |
| Broncos de Kamloops           | Kamloops, CB   | Stade Hillside   |
| Rams de Langley               | Langley, CB    | Stade McLeod     |
| Sun de l'Okanagan             | Kelowna, CB    | Apple Bowl       |
| Raiders de l'Île de Vancouver | Nanaimo, CB    | Parc Caledonia   |
| Rebels du Rivage de l'Ouest   | Victoria, CB   | Stade Westhills  |

### Conférence des Prairies
| Équipe                | Lieu          | Stade domicile                          |
| --------------------- | ------------- | --------------------------------------- |
| Colts de Calgary      | Calgary, AB   | Stade McMahon                           |
| Huskies d'Edmonton    | Edmonton, AB  | Stade Clarke                            |
| Wildcats d'Edmonton   | Edmonton, AB  | Stade Clarke                            |
| Thunder de Regina     | Regina, SK    | Stade Mosaic                            |
| Hilltops de Saskatoon | Saskatoon, SK | Terrain du Football mineur de Saskatoon |
| Rifles de Winnipeg    | Winnipeg, MB  | Stade Investors Group                   |

### Conférence de l'Ontario (Division Junior)
| Équipe                        | Lieu                   | Stade domicile                                 |
| ----------------------------- | ---------------------- | ---------------------------------------------- |
| Grizzlies du Grand Toronto    | Toronto, ON            | École secondaire catholique du Père Henry Carr |
| Braves de Burlington          | Burlington, ON         | Stade Nelson                                   |
| Hurricanes de Hamilton        | Hamilton, ON           | Stade Tim Hortons                              |
| Beefeaters de London          | London (Ontario), ON   | Stade TD Waterhouse                            |
| Sooners d'Ottawa              | Ottawa, ON             | Stade Keith Harris                             |
| Predators de la Rivière Grand | Kitchener-Waterloo, ON | Stade de l'Université                          |
| AKO Fratmen de Windsor        | Windsor, ON            | Stade de l'Université de Windsor               |